# Emmanuel Annor
Emmanuel Annor (25 september 1994) is een Ghanese voetballer. Hij speelt als rechtsback bij Lierse SK. Hij debuteerde op 24 mei 2015 in de eindronde tegen Lommel United. Hij kwam over van de JMG academie in Ghana. 

## Statistieken
| Seizoen        | Club           | Land            | Competitie         | Competitie | Competitie | Beker | Beker | Internationaal | Internationaal | Overig | Overig | Totaal | Totaal |
| Seizoen        | Club           | Land            | Competitie         | Wed.       | Dlp.       | Wed.  | Dlp.  | Wed.           | Dlp.           | Wed.   | Dlp.   | Wed.   | Dlp.   |
| -------------- | -------------- | --------------- | ------------------ | ---------- | ---------- | ----- | ----- | -------------- | -------------- | ------ | ------ | ------ | ------ |
| 2014/15        | K. Lierse SK   | Vlag van België | Jupiler Pro League | 0          | 0          | 0     | 0     | —              | —              | 1      | 0      | 1      | 0      |
| 2015/16        | K. Lierse SK   | Vlag van België | Tweede Klasse      | 1          | 0          | 0     | 0     | —              | —              | 0      | 0      | 1      | 0      |
| Carrièretotaal | Carrièretotaal | Carrièretotaal  | Carrièretotaal     | 1          | 0          | 0     | 0     | 0              | 0              | 1      | 0      | 2      | 0      |

Bijgewerkt t/m 16 november 2015.